# Красный Восток (Карачаево-Черкесия)
Кра́сный Восто́к (абаз. Гвым-Локт) — село в Малокарачаевском районе Карачаево-Черкесской Республики.
Образует муниципальное образование «Красновосточное сельское поселение», как единственный населённый пункт в его составе.

## География
Село расположено по обоим берегам реки Кума, в северо-западной части Малокарачаевского района. Находится в 22 км к западу от районного центра Учкекен, в 55 км к юго-востоку от города Черкесск и в 45 км к северо-западу от города Кисловодск, на трассе Р157.
Площадь территории сельского поселения составляет — 82,00 км2.

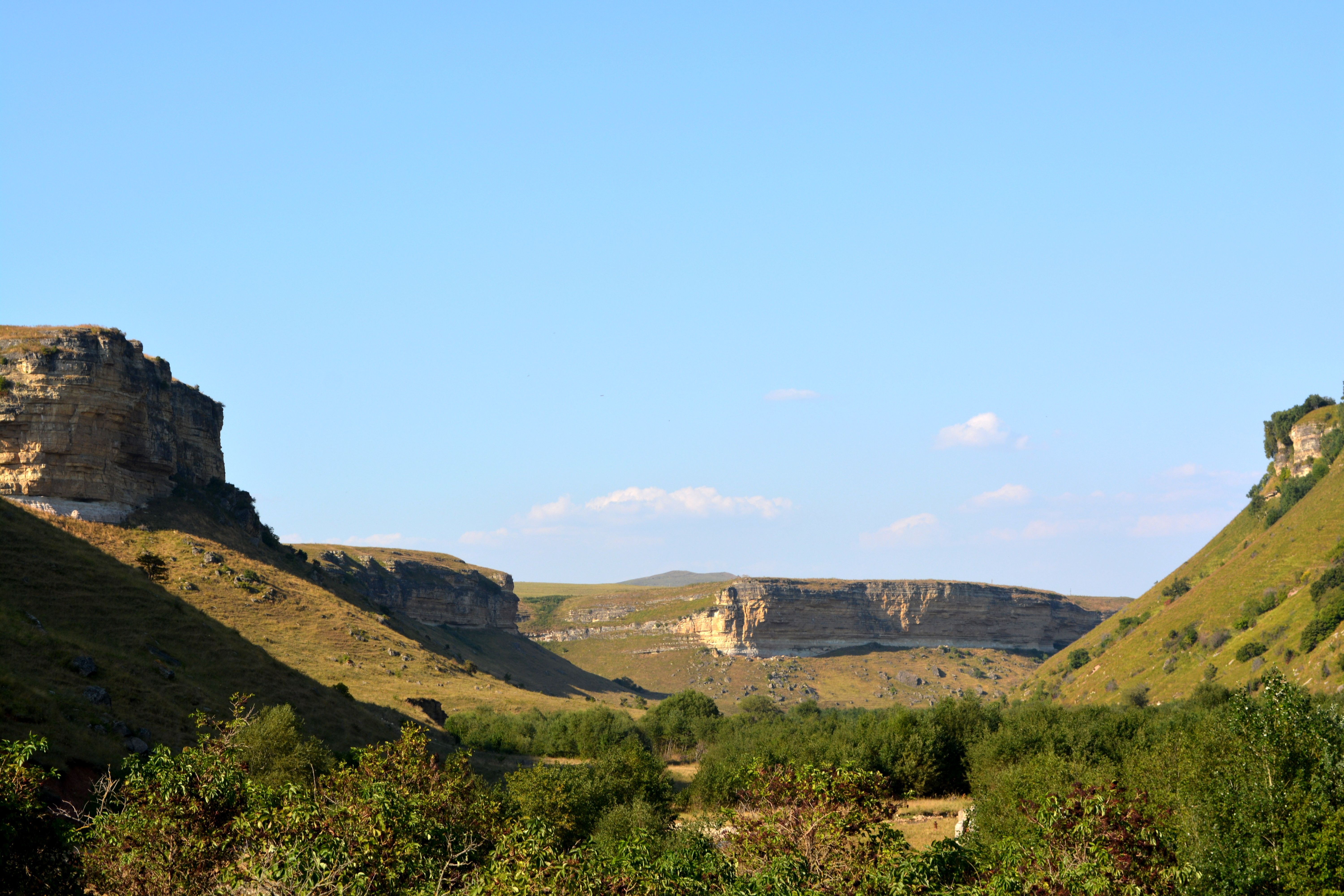
Долина реки Кума

Граничит с землями населённых пунктов: Кызыл-Покун на юго-востоке, Эльтаркач на западе и со станицей Бекешевская Ставропольского края на севере.
Населённый пункт расположен в горной зоне республики. Рельеф в основном представляет собой гористо-холмистую местность с пологим уклоном. Долина реки Кума глубокая и местами с отвесными обрывами высотой до 30 метров. К северу от села проходит Боргустанский хребет, к югу различные ответвления Скалистого хребта, прорезанные рекой Кума и её притоками. Средние высоты на территории села составляют 976 метров над уровнем моря. Абсолютные в пределах сельского поселения достигают высот в 1500 метров.
Гидрографическая сеть в основном представлена рекой Кума. К северу от села в неё впадает левый приток — Махучка. Другие значимые притоки, на территории села — Хацкекор, Чиликор и Кумач. На территории населённого пункта пробурено несколько скважин. Отсюда в Кисловодск проведён нарзанопровод длиной в 43 километра. Состав кумских источников — углекислые и кальциево-натриевые воды.
Климат умеренный влажный, с тёплым летом и прохладной зимой. Средняя годовая температура воздуха составляет +8,0°С. Наиболее холодный месяц — январь (среднемесячная температура —3°С), а наиболее тёплый — июль (+20°С). Заморозки начинаются в середине ноября и заканчиваются в середине апреля. Среднегодовое количество осадков составляет около 750 мм в год. Основная их часть приходится на период с мая по июль.

## История
Аул Кумско-Лоовский начал отсчёт своей истории в 1738 году, когда князья Лоовы со своими людьми ушли из своей исторической области в Абхазии и переселились на северные склоны Кавказского хребта. По народным преданиям, аул сначала осел на реке Теберда, потом у устья реки Эшкакон, затем между станицами Бекешевская и Михайловская. На нынешнем месте первыми обосновались трамовцы. А аулы Лоовский и Джантемировский поселились рядом с ним в 1861 году. Этот год официально и считается датой основания современного села.
Первоначально новый аул состоял из трёх самостоятельных кварталов — Лоовский, Трамовский и Джантемировский, и в источниках указывался как аул Кумско-Абазинский. В начале 1880-х годов на сходе жителей был составлен «приговор» об объединении всех трёх кварталов в один аул — Кумско-Лоовский, по названию наиболее знаменитого абазинского княжеского рода.
После установления советской власти, аул Кумско-Лоовский, как и другие черкесские и абазинские аулы, был переименован из-за присутствия в названия имён и фамилий княжеских и дворянских родов. Так в 1925 году аул Кумско-Лоовский был переименован в Красновосточный.
В 2004 году аул Красновосточный переименован в Красный Восток, с присвоением населённому пункту статуса села.
Ныне в селе в основном проживают абазины-тапанта, разговаривающие на красновосточном говоре абазинского языка.

## Население
| 2002  | 2010  | 2012  | 2013  | 2014  | 2015  | 2016  |
| ----- | ----- | ----- | ----- | ----- | ----- | ----- |
| 3297  | ↗3335 | ↘3296 | ↘3247 | ↘3246 | ↘3234 | ↘3154 |
| 2017  | 2018  | 2019  | 2020  | 2021  | 2023  | 2024  |
| ↘3131 | ↘3075 | ↘2992 | ↘2899 | ↗3889 | ↘3821 | ↘3778 |
| 2025  |       |       |       |       |       |       |
| ↘3736 |       |       |       |       |       |       |

Плотность — 45.56 чел./км2.
Национальный состав
По данным Всероссийской переписи населения 2010 года:
| Народ      | Численность, чел. | Доля от всего населения, % |
| ---------- | ----------------- | -------------------------- |
| абазины    | 3 142             | 94,2 %                     |
| черкесы    | 57                | 1,7 %                      |
| карачаевцы | 43                | 1,3 %                      |
| другие     | 93                | 2,8 %                      |
| всего      | 3 335             | 100 %                      |

## Образование
- Дошкольное учреждение Детский Сад № 7 «Одуванчик» — ул. Школьная, 17А.
- Средняя общеобразовательная школа № 3 им. Р. Н. Клычева — ул. Школьная, 17.
- Основная общеобразовательная школа № 12 им. К. Д. Бежанова — ул. Кооперативная, 21.

## Здравоохранение
- Участковая больница — ул. Школьная, 4.
- Ветеринарный участок — ул. Школьная, 1.

## Культура
В ауле действует один Дом Культуры и две библиотеки.
Действует общественная организация абазинского народа — Алашара.

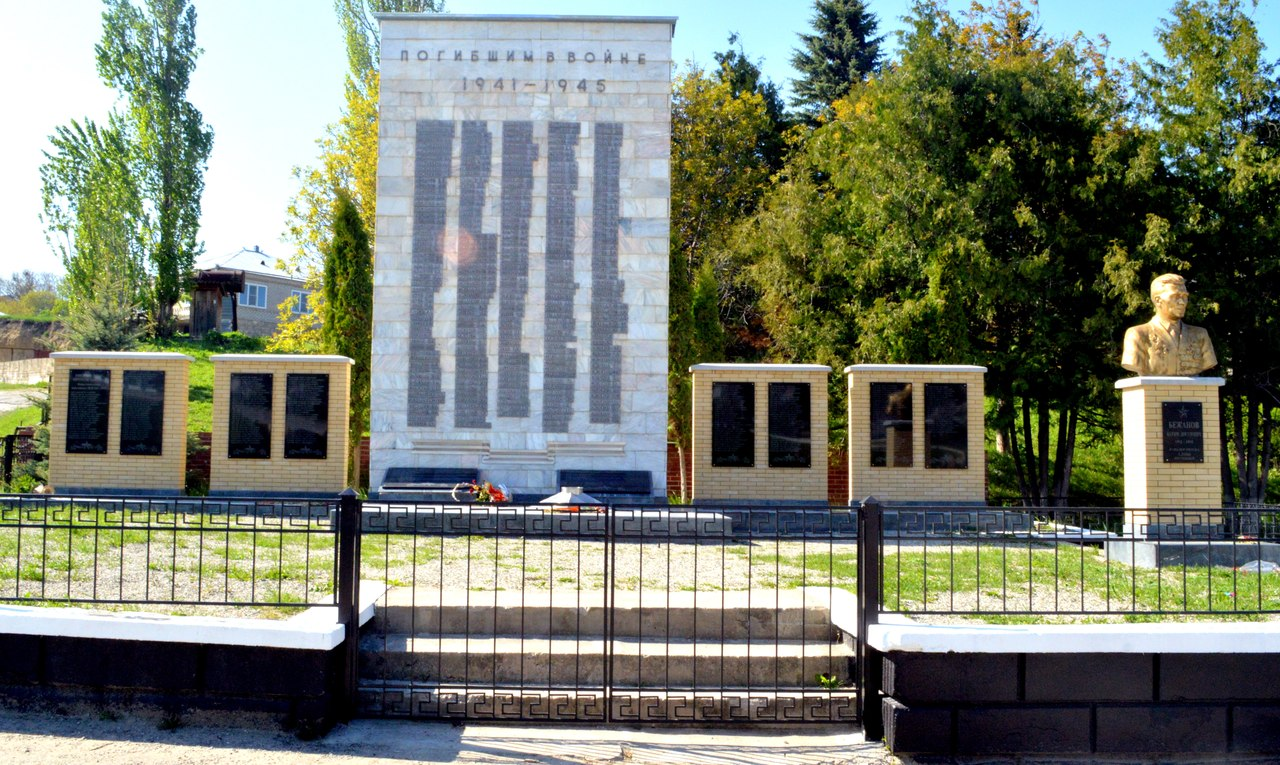
Памятник погибшим в Великой Отечественной войне

## Ислам
Функционирует одна мечеть.

## Улицы
| Аджибекова       |
| Бежанова         |
| Больничная       |
| Братская         |
| Братьев Нагаевых |
| Главная          |
| Заречная         |
| Кичева           |
| Клычева          |
| Коминтерна       |

| Комсомольская |
| Кооперативная |
| Курганная     |
| Ленина        |
| Макова        |
| Набережная    |
| Огузова Б.    |
| Огузова З.    |
| Первомайская  |

| Пионерская   |
| Подкумская   |
| Родниковая   |
| Садовая      |
| Совхозная    |
| Хабатова     |
| Хацкекорская |
| Шереметова   |
| Школьная     |

## Известные уроженцы
- Бежанов Керим Дагулович — полный кавалер ордена Славы.
- Тхайцухов Бемурза Хангериевич — абазинский поэт и писатель. Заслуженный деятель культуры Российской Федерации.
- Огузов Виталий Биталевич — член-корреспондент Академии педагогических и социальных наук, директор Института культуры и искусств Карачаево-Черкесского Государственного Университета.
- Экзеков Мусса Хабалевич — предприниматель, меценат, общественный деятель, президент Международного объединения по развитию абазино-абхазского этноса «Алашара».

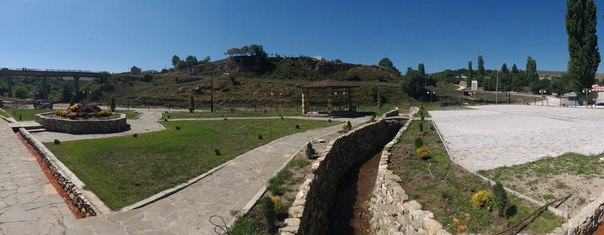
Нарзанный источник в Красном Востоке